# 3 Way
| Оценки критиков | Оценки критиков |
| Источник        | Оценка          |
| --------------- | --------------- |
| HipHopDX.com    | [ 1 ]           |
| Pitchfork       | [ 2 ]           |

3 Way — дебютный мини-альбом американской хип-хоп-группы Migos. Выпущен 7 июля 2016 года, на лейблах Quality Control Music и YRN tha Label. Содержит вокал от приглашённого артиста Blac Youngsta. Продюсерами на альбоме оказались Zaytoven, Cassius Jay, Ricky Racks и Dun Deal.

## Коммерческая оценка
3 Way получил позитивные оценки. Кэти Айондоли из Pitchfork дала альбому оценку в 6.5 из 10 и сказала:
С точки зрения звука, 3 Way является продолжением микстейпа Мигосов «Y.R.N. 2», выпущенного ранее в этом году, но их содержание, похоже, смещается в новые направления. С предстоящими выборами, расовой несправедливостью и жестокостью полиции многие артисты сменили тему их мелодии. Возможно, нынешний климат страны вдохновил Мигосов углубиться в этот раз, или, возможно, они были так глубоко все время, и мы просто не слушали.
Сайт HipHopDX.com поставил оценку в 3.7 из 5.

## Список треков
Слова и музыка всех песен — Куэйвиуса Маршалла, Кершника Болла и Киари Сифуса.
| №                   | Название                                  | Автор(ы)                                        | Продюсеры           | Длительность |
| ------------------- | ----------------------------------------- | ----------------------------------------------- | ------------------- | ------------ |
| 1.                  | «3 Way (Intro)»                           | * Куэйвиус Маршалл - Киршник Болл - Киари Сифус | Zaytoven            | 3:44         |
| 2.                  | «Savages Only»                            | * Куэйвиус Маршалл - Киршник Болл - Киари Сифус | Cassius Jay         | 5:05         |
| 3.                  | «Coppers And Robbers»                     | * Куэйвиус Маршалл - Киршник Болл - Киари Сифус | Zaytoven            | 3:55         |
| 4.                  | «Can't Go Out Sad»                        | * Куэйвиус Маршалл - Киршник Болл - Киари Сифус | Ricky Racks         | 4:33         |
| 5.                  | «Slide On Em» (при участии Blac Youngsta) | * Куэйвиус Маршалл - Киршник Болл - Киари Сифус | Dun Deal            | 3:30         |
| Общая длительность: | Общая длительность:                       | Общая длительность:                             | Общая длительность: | 20:26        |